# 莱昂内尔·柯蒂斯
莱昂内尔·柯蒂斯 CH（英語：Lionel George Curtis，1872年—1955年），英属印度时期英国官员，记者，大英帝国联邦的鼓吹者。其二头政治思想直接影响1919年印度政府法案形成，其著作对英联邦的诞生、发展具有深远影响。